# Copadichromis virginalis
Copadichromis virginalis è una specie di pesci della famiglia dei Ciclidi. La si può trovare in Malawi, Mozambico, e Tanzania. È endemica del Lago Malawi.